# Locketidium bosmansi
Espèce
Locketidium bosmansi est une espèce d'araignées aranéomorphes de la famille des Linyphiidae.

## Distribution
Cette espèce est endémique du Malawi.

## Étymologie
Cette espèce est nommée en l'honneur de Robert Bosmans.

## Publication originale
- Jocqué, 1981 : Some linyphiids from Kenya with the description of Locketidium n. gen. (Araneida, Linyphiidae). Revue de Zoologie africaine, vol. 95, p. 557-569.